# Cylichna petiti
Cylichna petiti is een slakkensoort uit de familie van de Cylichnidae. De wetenschappelijke naam van de soort is voor het eerst geldig gepubliceerd in 1923 door Dautzenberg.